# Lothar Klemm
Lothar Klemm (* 9. September 1949 in Hochstadt) ist ein hessischer Politiker (SPD), Staatsminister a. D. und war bis 2008 Abgeordneter des Hessischen Landtags.

## Ausbildung und Beruf
Nach dem Abitur an der Hohen Landesschule in Hanau 1968 folgte ein Studium der Rechtswissenschaften an der Johann-Wolfgang-Goethe-Universität Frankfurt am Main, Tätigkeiten als Rechtsanwalt (seit 1978) und Notar (seit 1985).

## Politik
Seit 1968 ist Klemm Mitglied der SPD und dort seit 1988 Mitglied des Landesvorstands der SPD Hessen, von 1988 bis 1991 Landesgeschäftsführer und von 1991 bis 1995 stellvertretender Landesvorsitzender.
Er war seit 1974 Mitglied des Kreistags des Main-Kinzig-Kreises, dort von 1981 bis 1985 stellvertretender Kreistagsvorsitzender und von 1985 bis 1993 Kreistagsvorsitzender.
Von Januar 1994 bis April 1995 war er Hessischer Minister für Wirtschaft, Verkehr, Technologie und Europaangelegenheiten, von April 1995 bis April 1999 Hessischer Minister für Wirtschaft, Verkehr und Landesentwicklung.
Abgeordneter im Hessischen Landtag war Klemm von 1. Dezember 1982 bis 5. April 1995 und vom 5. April 1999 bis 2008. Er wurde bei den Landtagswahlen 1983, 1991 und 1999 im Wahlkreis Main-Kinzig I und ansonsten über die SPD-Landesliste gewählt. Vom 5. April 1991 bis 1994 war er Fraktionsvorsitzender der SPD-Fraktion, von 22. April 1999 bis 4. April 2003 stellvertretender Fraktionsvorsitzender der SPD-Fraktion. Er war Vorsitzender des Haushaltsausschusses von 5. April 1999 bis 4. April 2002 und Mitglied im Ausschuss für Wirtschaft und Verkehr und Europaausschuss.
Klemm war 1989 Mitglied der 9. und 1999 Mitglied der 11. Bundesversammlung.

## Sonstige Ämter
Klemm ist Mitglied des Aufsichtsrats der Fraport AG und der Dietz AG (Immobilienunternehmen) aus Bensheim.

## Familienleben
Lothar Klemm war neun Jahre lang mit Sibylle Nicolai liiert. Nach der Trennung im Jahr 2003 führte Nicolai diverse Aktionen gegen Lothar Klemm durch und berichtete drei Jahre später darüber drastisch in einer Buchveröffentlichung.

## Weblink
- Lothar Klemm. Abgeordnete. In: Hessische Parlamentarismusgeschichte Online. HLGL & Uni Marburg, abgerufen am 14. September 2024 (Stand 11. August 2024).